# Kočna
Kočna – wieś w Słowenii, w gminie Jesenice. W 2018 roku liczyła 240 mieszkańców.